# راز گل سرخ
راز گل سرخ فیلمی به کارگردانی و نویسندگی حسن قلی‌زاده محصول سال ۱۳۷۱ است.

## بازیگران
- جمشید هاشم‌پور
- مجید مظفری
- فریماه فرجامی
- حمیده خیرآبادی
- کتایون ریاحی
- منوچهر حامدی
- علی‌اصغر گرمسیری